# 格蘭英語
格蘭事業股份有限公司，簡稱：格蘭英語（英語：GRAM ENGLISH CENTER）是台灣的兒童英語補教連鎖品牌，成立於1980年，由蘇起銓創立。目前旗下有18間直營校區。

## 外部連結
- 格蘭英語事業機構 （页面存档备份，存于）
- 格蘭英語Gram English Center的Facebook專頁
- YouTube上的格蘭英語頻道